# Harald Heide-Steen Jr.
Ej att förväxla med Harald Heide Steen (1911-1980).
Harald Heide-Steen jr., född 18 augusti 1939 i Oslo, död 3 juli 2008 i Bærum, Akershus fylke, var en norsk skådespelare och sångare som bland annat var känd från rollen som "Dynamit-Harry" i de norska Olsenbanden-filmerna. Han var också känd som improviserande komiker, gärna i par med Rolv Wesenlund under namnet "Wesensteen" i slutet av 1960-talet. Heide-Steen jr. var erfaren inom revy- och teatermiljön och utöver det gjorde han flera solouppträdanden där han blev känd för sina många figurer, bland annat "Rikstyristsjef Ottmar Johansen", "Sylfest Strutle", "Russisk ubåtkaptein" och "Flykaptein" för flygbolaget Spantax. Som jazzvokalist utmärkte han sig med scatsång, gav ut jazzskivan Musikaliska minnen (Big Box Records, 2008) med musikerna Bjørn Kjellemyr, Hallgrim Bratberg, Rune Arnesen och Svenn Erik Kristoffersen. Harald Heide-Steen jr. var son till skådespelaren Harald Heide Steen (1911-1980) och kusin till Anne Marit Jacobsen.

## Biografi
Harald Heide-Steen jr. gjorde sin filmdebut redan som tolvåring i filmen Storfolk och småfolk regisserad av Tancred Ibsen. Året innan hade han teaterdebuterat i uppsättningen Let's Make an Opera av Benjamin Britten. Heide-Steen var sångutbildad vid Musikkonservatoriet  1957, och avlade Examen Artium vid Oslo Katedralskola 1958. Han deltog i russerevyn både 1956 och 1958, och deltog i sin första professionella revy i Ferske fjes av Einar Schanke och Bjørn Sand 1957. Han arbetade en del med film och TV i perioden 1959-1960, och var inom bl.a. NRK, BBC och RTF. Han arbetade som inspelningsledare i NRK Fjernsynet från 1959 och som producent 1961-1965. Han hade anställningsnummer 37 hos NRK Fjernsynet. Under denna period producerade han över 100 program av olika storlek. Det sista var Kunden har alltid rätt där Rolv Wesenlund hade sitt första framträdande.

### Revy och teater
1965 medverkade han med texter och regi i revyn Lysthuset i samarbete med bl.a. Rolv Wesenlund, Karin Krog, Svein Byhring och Elsa Lystad. Efter detta följde en rad revyer på Chat Noir, ABC Teateret och Oslo Cabaret. Han medverkade i en mängd sommarrevyer, och var med på att återinföra sommarrevytraditionen i Vestfold med sommarrevyer i Tønsberg 1968 och 1969. På 1960-talet var han, tillsammans med Rolv Wesenlund, med på att införa en ny revyform med tonvikt på improvisation. Detta var med på att skapa Heide-Steens välkända karikatyrkonst där han bl.a. gjorde ljudhärmande imitationer av främmande språk och hittade på överhetspersoner. Han medverkade i sin sista Chat Noir-revy 1990-1991, då han var med i Einar Schankes 40-års jubileumsrevy.
Utöver revy medverkade Heide-Steen i en rad teateruppsättningar. Han var skådespelare vid Oslo Nye Teater, Trøndelag Teater och Det Norske Teateret, där han hade en rad stora roller i bl.a. Knutsen og Ludvigsen, To muntre herrer fra Verona, West Land Story, Charleys Tante och Brødrene Østermanns huskors. Han medverkade också musikaliskt i uppsättningarna Oliver och Den stundesløse. Dessutom gästade han också Riksteateret jubileumssäsongen 1988/1989 som Falstaff i De Lystige Koner i Windsor av William Shakespeare. Han var fast ansälld på Det Norske Teateret från 1992.

### TV och film
Från debuten i TV medverkade Heide-Steen i en rad TV-produktioner. Mest kända var tv-programmet Og takk for det tillsammans med Rolv Wesenlund och Kirsti Sparboe, och NRK-dramatiseringen av Alexander Kiellands roman Fortuna. Nyaste kända TV-framträdande är antagligen rollen som vaktmästera Daniel Gasmann Smestad i Tore Ryens situationskomedie Karl & co på TV2 Norge.
Heide-Steen medverkade i 24 norska spelfilmer. Inom film och TV var han antagligen mest känd som Dynamit-Harry i de norska Olsenbanden-filmerna. Efter filmdebuten i Storfolk og småfolk medverkade han bl.a. i Til en ukjent, Hermann och Bryllupsfesten. Utöver det både skrev och medverkade han i den norska spelfilmen Mannen som ikke kunne le tillsammans med Rolv Wesenlund.
Heide-Steen gjorde senare bara gästuppträdanden, för att istället få resa runt med sin enmansshow där han plockade fram gamla figurer och imitationer efter publikens önskan. Han har lånat ut sin röst till några animerad och tecknade filmer för barn.

## Personligt
Heide Steen var gift med Gullen och bodde i Bærum. De hade två barn tillsammans. Han var gift tre gånger tidigare, och hade ytterligare ett barn med en av sina tidigare hustrur.

### Hälsa
I slutet av oktober 2007 fick Heide-Steen jr. besked om att han hade obotlig lungcancer. Läkarna gav honom en prognos på två månader, om han inte fick någon form av behandling. Steen jr. dog 3 juli 2008.

## Priser och utmärkelser
- Spellemannprisen 1978
- Leonardstatuetten 1984
- Leif Justers ærespris 1991
- Hedersprisen under Komiprisen 2005
- Kongens fortjenestemedalje i gull 2005
- Oslo bys kulturpris 2007

## Filmografi
- 1951 – Storfolk og småfolk
- 1951 – Kranes konditori
- 1953 – Skøytekongen
- 1959 – Herren och hans tjänare
- 1968 – Mannen som inte kunde le
- 1970 – Olsenbanden og Dynamitt-Harry, «Dynamitt-Harry»
- 1970 – Balladen om mestertyven Ole Høiland, «Jacob Tengsereid»
- 1971 – Lucky Luke rensar stan
- 1972 – Olsenbanden tar gull
- 1973 – Olsenbanden og Dynamitt-Harry går amok, «Harry»
- 1973 – Fem døgn i august
- 1974 – Knutsen & Ludvigsen, «Knutsen»
- 1974 – Hur man blir miljonär
- 1975 – Tut og kjør
- 1975 – Flåklypa Grand Prix
- 1976 – Reisen til Julestjernen, «Narren»
- 1977 – Olsenbanden & Dynamitt-Harry på sporet, «Dynamitt-Harry»
- 1978 – Olsenbanden + Data Harry sprenger verdensbanken, «Data-Harry»
- 1979 – Olsenbanden og Dynamitt-Harry mot nye høyder, «Dynamitt-Harry»
- 1982 – Olsenbandens aller siste kupp
- 1983 – Kamera går - Norsk filmproduksjon gjennom 75 år
- 1984 – ... men Olsenbanden var ikke død!
- 1985 – Deilig er fjorden
- 1989 – Bryllupsfesten, «Sverre Pedersen»
- 1990 – Til en ukjent
- 1990 – Herman
- 1992 – Gulasj med Harald Heide-Steen jr.
- 1994 – Svaneprinsessen (orig. The Swan Princess)
- 1994 – Fredrikssons fabrikk - The Movie, «Olaf»
- 1995 – Amalies jul
- 1997 – Og takk for det - Wesensteen
- 1997 – Mot i brøstet
- 1998–2001 – Karl & Co, «Daniel Gasman Smestad»
- 1999 – Olsenbandens siste stikk, «Dynamitt-Harry»
- 2000 – Hundehotellet (orig. Hundhotellet)
- 2000 – Dinosaur
- 2001 – Propp & Berta (orig. Prop og Berta)
- 2001 – Atlantis - en forsvunnet verden (orig. Atlantis, the Lost Empire)
- 2003 – Katteprinsen (orig. Neko no Ongaeshi / The Cat Returns)
- 2004 – De utrolige (orig. The Incredibles)
- 2006 – Wesensteen

## Diskografi
- 1966 – The Sound of Gjøk and Sisik (med Rolv Wesenlund)
- 1967 – Wesensteen at the Kaffistova (med Rolv Wesenlund)
- 1970 – Harald synger Griseviser
- 1970 – Og Takk for Det (med Rolv Wesenlund)
- 1971 – Hjertelig tilstede
- 1978 – Harald Heide-Steen jr.
- 1979 – Munnskjold over alle grenser
- 1980 – Geilo-kameratene (med Rolv Wesenlund)
- 1980 – Jeg tror folk er blitt spenne gærne
- 1982 – Turistsjef Johansens Beste
- 1985 – Sylfest Strule live at the Gildevangen (1985)
- 1986 – Georgs Magiske Medisin av Roald Dahl (ljudbok)
- 1994 – Wesensteen, The best of - samle-CD nr.1 (med Rolv Wesenlund)
- 1996 – Wesensteen, The best of, CD nr.2 (med Rolv Wesenlund)
- 1996 – Den Kjempestore Krokodillen av Roald Dahl (ljudbok)
- 2008 – Musikalske Minner

## Böcker
- 1981 – Sett og hørt, Gyldendal.
- 1984 –Delicatissimo! (tillsammans med Gino Valente och Ivo Caprino), Gyldendal.
- 1984 – Stille i Studio! Værsåsnill..., Gyldendal.